# Amagansett
Amagansett és una concentració de població designada pel cens dels Estats Units a l'estat de Nova York. Segons el cens del 2000 tenia 1.067 habitants.

## Demografia
Segons el cens del 2000, Amagansett tenia 1.067 habitants, 493 habitatges, i 281 famílies. La densitat de població era de 65,5 habitants per km².
Dels 493 habitatges en un 21,1% hi vivien nens de menys de 18 anys, en un 48,1% hi vivien parelles casades, en un 6,5% dones solteres, i en un 43% no eren unitats familiars. En el 34,9% dels habitatges hi vivien persones soles el 15,6% de les quals corresponia a persones de 65 anys o més que vivien soles. El nombre mitjà de persones vivint en cada habitatge era de 2,16 i el nombre mitjà de persones que vivien en cada família era de 2,78.
Per edats la població es repartia de la següent manera: un 19,1% tenia menys de 18 anys, un 3,2% entre 18 i 24, un 22,3% entre 25 i 44, un 33% de 45 a 60 i un 22,4% 65 anys o més.
L'edat mediana era de 48 anys. Per cada 100 dones de 18 o més anys hi havia 94,8 homes.
La renda mediana per habitatge era de 56.406 $ i la renda mediana per família de 69.306 $. Els homes tenien una renda mediana de 48.750 $ mentre que les dones 36.500 $. La renda per capita de la població era de 45.545 $. Entorn del 2,4% de les famílies i el 5,3% de la població estaven per davall del llindar de pobresa.

## Poblacions més properes
El següent diagrama mostra les poblacions més properes.